# Isabel Wilkerson
Isabel Wilkerson, née en 1961 à Washington, DC, est une journaliste américaine, autrice de The Warmth of Other Suns : The Epic Story of America's Great Migration (2010) et Caste : The Origins of Our Discontents (2020). Elle est la première femme d'origine afro-américaine à remporter le prix Pulitzer de journalisme,.
Wilkerson a été rédactrice en chef du journal universitaire de l'Université Howard, stagiaire au Los Angeles Times et au Washington Post, et est devenue cheffe du bureau de Chicago du New York Times. Elle a également enseigné à Emory, Princeton, Northwestern et à l'Université de Boston.
Wilkerson a interviewé plus d'un millier de personnes pour The Warmth of Other Suns, qui documente les histoires d'Afro-Américains qui ont émigré vers les villes du nord et de l'ouest au cours du 20e siècle. Son livre Caste décrit la hiérarchie raciale aux États-Unis comme un système de castes. Les deux livres sont des best-sellers.

## Enfance et éducation
Isabel Wilkerson est née à Washington, DC en 1961, de parents qui ont quitté la Virginie pendant la Grande Migration. Son père, Oscar Lawton Wilkerson, était l'un des aviateurs de Tuskegee pendant la Seconde Guerre mondiale et est devenu ingénieur des ponts après la guerre.
Wilkerson étudie le journalisme à l'Université Howard et devient rédactrice en chef du journal universitaire The Hilltop. Pendant ses études universitaires, elle effectue des stages dans des journaux tels que le Los Angeles Times et le Washington Post.

## Carrière
En 1994, alors qu'elle est cheffe du bureau de Chicago du New York Times, elle devient la première femme d'origine afro-américaine à remporter le prix Pulitzer de journalisme, remportant le prix Pulitzer pour la rédaction d'article de fond pour sa couverture des inondations du Midwest de 1993 et son portait d'un garçon de 10 ans responsable de ses quatre frères et sœurs. Plusieurs de ses articles sont repris dans le livre Pulitzer Prize Feature Stories: America's Best Writing, 1979 - 2003, édité par David Garlock.
Elle a été professeur de journalisme à la chaire James M. Cox à l'Université Emory, professeur à la chaire Ferris de journalisme à l'Université de Princeton et maître de conférences Kreeger-Wolf à l'Université Northwestern et professeur de journalisme et directrice de la non-fiction au College of Communication de l'Université de Boston. Elle a également été membre du conseil d'administration du programme national d'arts en journalisme à l'Université de Columbia,.
Après quinze années de recherche et d'écriture, elle publie en 2010 The Warmth of Other Suns: The Epic Story of America's Great Migration, qui examine les trois routes géographiques couramment empruntées par les Afro-Américains quittant les États du Sud entre 1915 et les Années 1970, illustrées à travers les histoires personnelles des personnes qui ont emprunté ces routes. Au cours de ses recherches, elle interviewe plus de 1 000 personnes ayant migré du Sud vers les villes du Nord et de l’Ouest. Le livre a presque instantanément atteint le numéro 5 sur la liste des meilleures ventes du New York Times pour la non-fiction et a depuis été inclus dans les listes des meilleurs livres de 2010 par de nombreux critiques, notamment le New York Times, le Los Angeles Times, le New Yorker, Amazon.com., Salon.com, The Washington Post, The Economist, Atlanta Magazine et The Daily Beast,,,,,. En mars 2011, le livre a remporté le National Book Critics Circle Award (Nonfiction). Le livre a remporté le prix Anisfield-Wolf pour la non-fiction, le prix d'histoire Mark Lynton, le prix du livre Sidney Hillman, le prix Heartland pour la non-fiction et a été nommé pour le prix littéraire de Dayton pour la paix en 2011.
Dans une interview accordée au New York Times en 2010, Wilkerson se décrit comme faisant partie d'un mouvement d'Afro-Américains qui ont choisi de retourner dans le Sud après des générations passées dans le Nord.
Son livre, Caste: The Origins of Our Discontents, soutient que la stratification raciale aux États-Unis doit se voir comme un système de castes, semblable à ceux de l'Inde et de l'Allemagne nazie. Une revue de 2020 dans le New York Times le décrit comme « un classique américain immédiat et presque certainement le livre de non-fiction phare du siècle américain jusqu'à présent ». Publishers Weekly   qualifié le livre d'« histoire sociale puissante et extraordinairement actuelle ». Le Chicago Tribune écrit que le livre est « parmi les meilleurs » livres de l'année. Le livre a atteint la première place de la liste des best-sellers de non-fiction du New York Times. Le 14 octobre 2020, Netflix annonce qu'Ava DuVernay écrira, réalisera et produira une adaptation en long métrage de Caste.

## Vie privée
Wilkerson a été mariée deux fois. Elle épouse Roderick Jeffrey Watts à Fort Washington, Maryland en 1989. Son deuxième mari, Brett Kelly Hamilton, décède en 2015. On lui avait diagnostiqué une tumeur au cerveau en 2000.

## Publications

### Livres
- The Warmth of Other Suns: The Epic Story of America's Great Migration (Random House, 2010).  (ISBN 978-0-679-44432-9)
- Caste: The Origins of Our Discontents (Random House, 2020).  (ISBN 978-0-593-23025-1)

### Essais, chroniques et conférences
- The New American Reader: Recent Periodical Essays, edited by Gilbert H. Muller (McGraw-Hill, 1997)
- "He Put a Spin on Design", in The Last Word: The New York Times Book of Obituaries and Farewells : a Celebration of Unusual Lives, edited by Marvin Siegel (William Morrow, 1997)
- "Superstars of Dreamland", in Best American Movie Writing, edited by George Plimpton (St. Martin's Press, 1998)
- We Americans: Celebrating a Nation, Its People and Its Past, edited by Thomas B. Allen and Charles O. Hyman (National Geographic Society, 1999)
- "Two Boys, a Debt, a Gun, a Victim: The Face of Violence", in Writing the World: Reading and Writing about Issues of the Day, edited by Charles R. Cooper, Susan Peck MacDonald (Macmillan, 2000).  (ISBN 0-312-26008-3)
- Written into History: Pulitzer Prize Reporting of the Twentieth Century, edited by Anthony Lewis (Times Books, Henry Holt and Company, 2001)
- "First Born, Fast Grown: The Manful Life of Nicholas, 10", in Feature Writing for Newspapers and Magazines: The Pursuit of Excellence, edited by Edward Jay Friedlander and John Lee (HarperCollins College Publishers, 1997); and The Princeton Anthology of Writing, edited by John McPhee and Carol Rigolot (Princeton University Press, 2001)
- Various articles, Pulitzer Prize Feature Stories: America's Best Writing, 1979 - 2003, edited by David Garlock (Iowa State University Press, 1998; Wiley-Blackwell; 2d edition, April 18, 2003)
- "Interviewing Sources", Spring 2002 Nieman Narrative Journalism Conference Report
- "Angela Whitiker's Climb", in Class Matters, by correspondents of The New York Times (Times Books, 2005)
- "Interviewing: Accelerated Intimacy", in Telling True Stories: A Nonfiction Writers' Guide from the Nieman Foundation at Harvard University, edited by Mark Kramer and Wendy Call (Plume Penguin Books, January 30, 2007)
- "America's Enduring Caste System" (cover story of The New York Times Magazine, July 1, 2020)[25]

## Prix
- 1993 Prix George S. Polk pour le reportage régional, dans le New York Times
- 1994 Pulitzer pour la rédaction d'article de fond[26]
- 1994 Prix du journaliste de l'année 1994 décerné par l'Association nationale des journalistes noirs
- 1988 Bourse Guggenheim 1998[27]
- 2010 National Book Critics Circle Award (Nonfiction), lauréat, The Warmth of Other Suns
- 2011 NAACP Image Award pour la Meilleure première œuvre littéraire, nommé pour The Warmth of Other Suns
- 2011 Anisfield-Wolf Book Award, lauréat, La chaleur des autres soleils
- Médaille nationale des sciences humaines 2015 du National Endowment for the Humanities[28]
- Gagnante du du Los Angeles Times Book Prize pour l'intérêt actuel 2020, Caste[29]

Isabel Wilkerson est également docteure honoris causa de plusieurs universités :
- 1998 : Université Hamline[30]
- 2011 : Université DePaul[31]
- 2011 : Université Niagara[32]
- 2012 : Université Howard[33]
- 2013 : Collège Muhlenberg[34]
- 2014 : Université méthodiste du Sud[35]
- 2014 : Bates College[36]
- 2018 : Collège Middlebury[37]
- 2022 : Collège Smith[38]
- 2022 : Collège Colby[39]
- 2022 : Université Northwestern[40]
- 2023 : Collège occidental[41]

## Adaptation cinématographique
En 2023, Ava DuVernay tourne Origin, un drame biographique sur Isabel Wilkerson et l'écriture de son livre Caste. Aunjanue Ellis en joue le rôle principal.